# Anton Diffring
Anton Diffring, született Alfred Pollack (előfordul Anthony Diffring névformában is) Koblenz, Német Császárság, 1916. október 20. – Châteauneuf-Grasse, Franciaország, 1989. május 19.) német színpadi, film- és televíziós színész, aki Nagy-Britanniában és az Egyesült Államokban is dolgozott. Legtöbbször hangsúlyos mellékszerepeket játszott. Wehrmacht-tiszteket, intellektuális bűnözőket, nyugtalanító karaktereket alakított.

## Élete

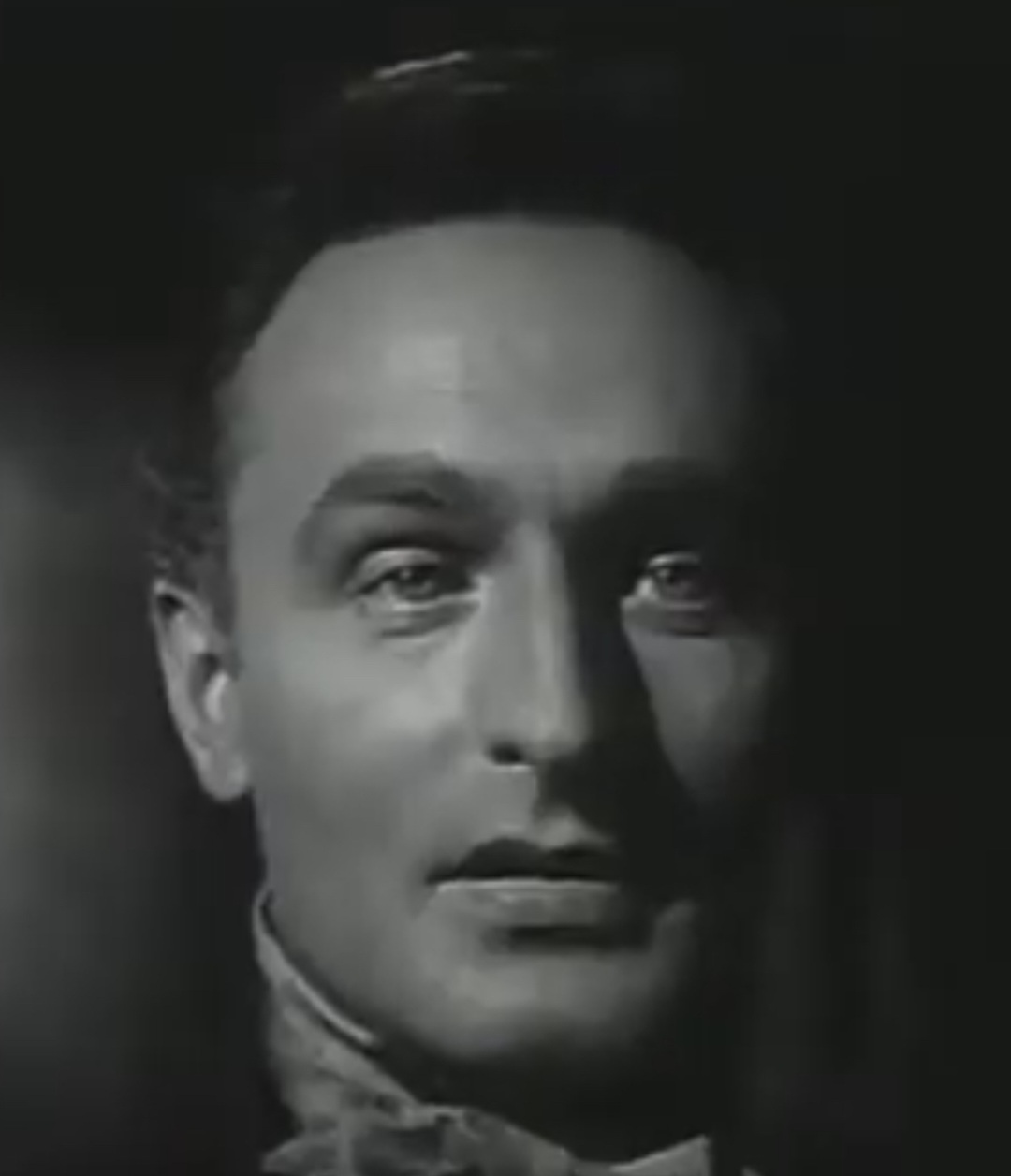
Frankenstein báró szerepében a Tales of Frankenstein-ben (1958)

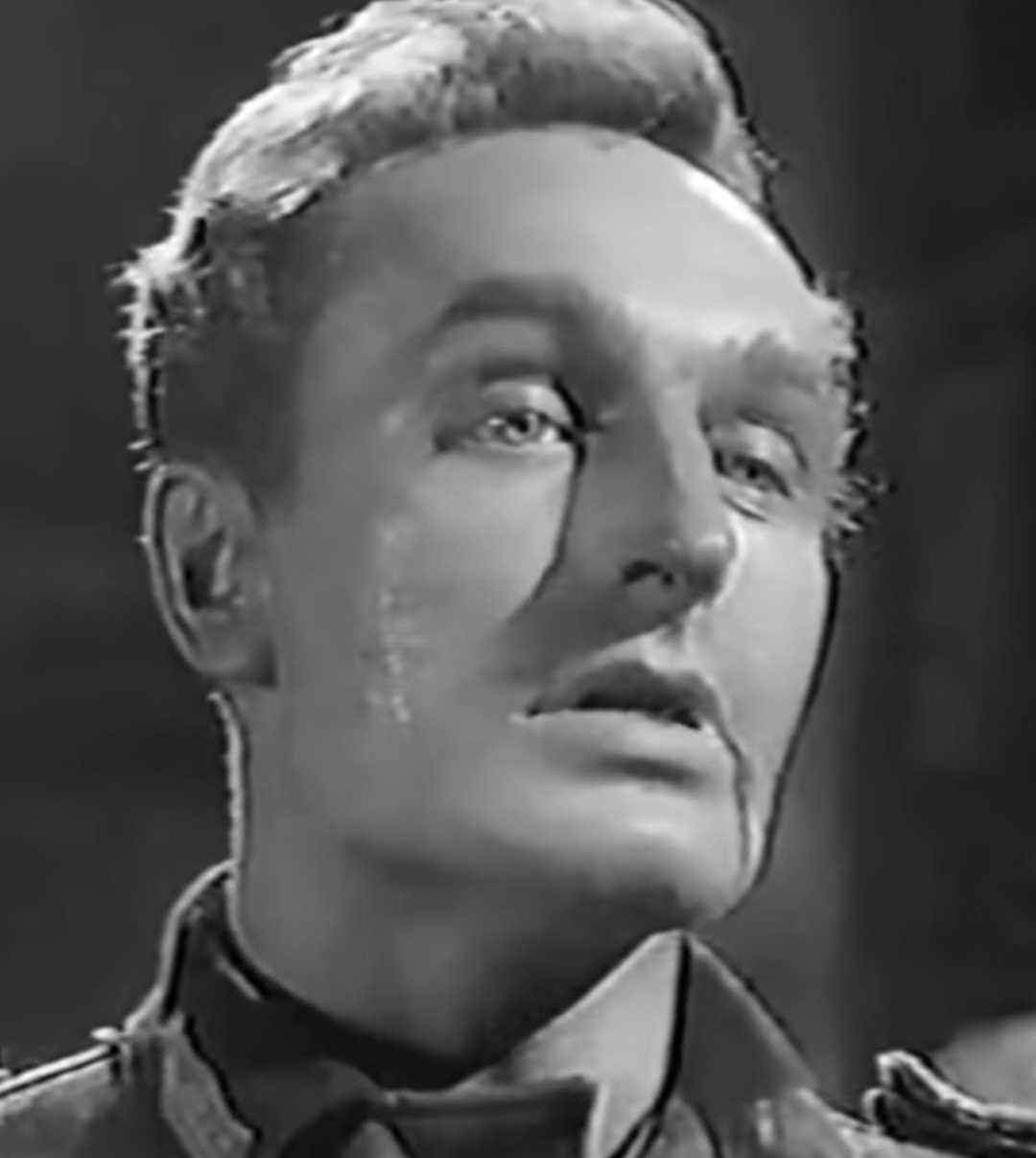
Az amerikai One Step Beyond c. tévésorozatban (1961)

### Származása
Koblenzi kereskedő családban született. Apja, Solomon Pollack zsidó boltos, anyja, született Bertha Diffring keresztény asszony volt. Fiuk, Anton Bécsben és Berlinben tanult színészmesterséget. 1936–1939 között elhagyta Németországot, és Kanadában próbált szerencsét. (Kiutazásának időpontja és tartózkodásának helye nem teljesen tisztázott. A Ki vagy, doki? DVD-hez fűzött saját kommentárja szerint 1936-ban távozott, hogy elkerülje a homoszexualitása miatt várható üldöztetést. hollywoodi karriert tervezett, de 1939 szeptemberében, a második világháború kitörésekor Kanadában ellenséges állampolgárnak minősítették és internálták. A kanadai tábori színházban, sorstársainak szórakoztatására vállalta el első színpadi fellépéseit. Ugyanakkor 1940 első felében Diffring (német tengeralattjáró-kapitányként, név nélkül) már szerepelt az 1940 júliusában bemutatott „Konvoj” című háborús filmben, melyet az angliai Eling Studios forgatott Angliában.) Diffring más apró filmes szerepeket is kapott. A háború utolsó éveiben Angliában élt, egy ideig a katonai hatóság számára tolmácsként dolgozott. Németországban maradt szülei elkerülték az internálást és túlélték a nemzetiszocialista éveket. Testvérhúga, Jacqueline Diffring (1920–2020), Angliába költözött és szobrászművész lett.

### Színészi pályája
A háború után Kanadában és az Egyesült Államokban dolgozott. A torontói Royal Alexandra Theater-hez szerződött, Clarence szerepét alakította Shakespeare III. Richárd-jában. A New York-i Barbizon Plaza Theatre-ben honfitársaival, Albert Bassermannal és Grete Mosheimmel együtt lépett fel, akik még 1933-ban, Hitler hatalomra jutásakor emigráltak a Német Birodalomból. Diffring Hollywoodban is próbálkozott, de nem ért el szakmai sikert. Visszatért Európába, 1949-től angol filmekben szerepelt, 1951-től Londonban élt.
A háború utáni Nagy-Britanniában szinte futószalagon gyártották a második világháborús filmeket. A magas, szikár Diffring, szőke hajával, világoskék szemével ideális választás volt a német (náci) tisztek és katonák szerepére. Gyors ütemben kapta a filmes megbízásokat, legtöbb szerepében német tisztet, tábornokot alakított, néha lengyel vagy orosz katonát is. Civil szerepeiben is nyugtalanító, rosszindulatú karaktereket testesített meg, így az 1958-as Frankenstein-filmben magát Frankenstein bárót. Egyike lett azoknak a német színészeknek, akik a háború után nemzetközi filmprodukciókban is sikereket arattak. Történelmi személyeket is megtestesített, így Reinhard Heydrich náci birodalmi vezetőt (két filmben is); Wilhelm Canaris tengernagyot, Joachim von Ribbentrop külügyminisztert. 1969-ben Volker Schlöndorff rendező Heinrich von Kleist regényéből készült Kohlhaas Mihály című filmdrámájában Joachim brandenburgi választófejedelmet alakította. Idős korában, 1986-ban Liszt Ferencet játszotta Peter Patzak rendező Wahnfried című Wagner-életrajzi filmjében.
1973-ban Münchenben telepedett le, német filmekben és tévésorozatokban játszott, itt is elsősorban intrikus és „főgonosz” szerepekben. Szerepelt a Le mutant (A mutáns) című 1978-as francia sci-fi horrorban, és az Flambards című 1979-es angol romantikus tévésorozatban is. Vendégszerepelt népszerű német krimisorozatokban, A felügyelőben, a Derrickben és Az Öregben is.
Utolsó szerepében, Frank Strecker rendező Anna című romantikus tinédzsertörténetben a tőle korábban megszokott karakterektől eltérően, egy hírneves amerikai balett-oktatót alakított.

### Halála
Rákbetegséggel küzdött. Dél-franciaországi otthonában, Châteauneuf-Grasse-ban hunyt el 1989-ben. 72 éves korában. Családot nem alapított. Arthur Brauss német színész, akivel szoros kapcsolatban élt, egy 2002-es interjúban azt mondta, Diffring igazából AIDS-betegség miatt előállt komplikációkban halt meg. Az essexi White Colne község Szent András templomának temetőjében helyezték végső nyugalomra.

## Főbb filmszerepei
- 1940: Convoy; német tengeralattjáró-kapitány (név nélkül)
- 1950: Államtitok (State Secret); rendőrtiszt
- 1951: Hotel Sahara; német katona (név nélkül) (rend. Ken Annakin)
- 1952: Song of Paris / Bachelor in Paris; Renoir
- 1953: Sose engedj el! (Never Let Me Go); szállodai recepciós
- 1953: The Red Beret / The Red Devils; Poleski, lengyel katona
- 1953: Albert, R.N.; Schultz német százados
- 1953: Operation Diplomat; Schröder
- 1954: Elárultan (Betrayed); Von Stanger százados
- 1955: The Colditz Story; Fischer
- 1956: Doublecross; Dmitrij Kraszin
- 1956: The Black Tent; náci főtiszt
- 1957: The Traitor; Joseph Brezina
- 1957: The Crooked Sky; Fraser
- 1957: Lady of Vengeance; Emile Karnak
- 1958: Mark of the Phoenix; Schell rendőrfelügyelő
- 1958: Tales of Frankenstein; tévéfilm; Frankenstein báró
- 1959: The Man Who Could Cheat Death; Dr. Georges Bonnet
- 1960: Borzalmak cirkusza (Circus of Horrors); Dr. Rossiter / Dr. Bernard Schüler
- 1961: Dear Charles; Jan Letzaresco
- 1961: Quadrille; tévéfilm; Lord Hubert Heronden
- 1961: Enter Inspector Duval; Duval rendőrfelügyelő
- 1963: Incident at Midnight; Dr. Erik Leichner
- 1964: Lana – Königin der Amazonen; Van Vries professzor
- 1965: A Crossbow akció (Operation Crossbow); német katona
- 1965: Interpol; tévésorozat; Reinhard Heydrich SS-Obergruppenführer
- 1965: Telemark hősei (The Heroes of Telemark); Frick őrnagy
- 1966: A kék Max (The Blue Max); Holbach
- 1966: 451° Fahrenheit (Fahrenheit 451); Fabian
- 1967: Counterpoint; Arndt német ezredes
- 1968: The £1,000,000 Bank Note; tévé-minisorozat; Alex herceg
- 1968: Kémek a Sasfészekben (Where Eagles Dare); Kramer ezredes
- 1969: Kohlhaas Mihály (Michael Kohlhaas – Der Rebell); a választófejedelem
- 1969: Halál Rommelra! (Uccidete Rommel); Richard Howell százados
- 1970: A felügyelő (Der Kommissar); tévésorozat; Roland Sauter
- 1971: A Zeppelin (Zeppelin); Hirsch ezredes
- 1971: L’iguana dalla lingua di fuoco; Sobiesky nagykövet
- 1972: Tetthely (Tatort); tévésorozat; 25. epizód Mensur
- 1972: The Day the Clown Cried; Curt Runkel százados
- 1973: Little Mother; a bíboros
- 1972–1973: Assignment: Vienna; tévésorozat; Hoffman rendőrfelügyelő
- 1973: Sutjeska; Alexander Lohr vezérezredes
- 1973: Tony Arzenta – Vendetta; Hans Grünwald
- 1974: The Beast Must Die; Pavel
- 1974: Borsalino és társai (Borsalino and Co); német férfi
- 1974: A választ csak a szél ismeri (Die Antwort kennt nur der Wind); John Keelwood
- 1975: Operation Daybreak; Reinhard Heydrich
- 1975: H.P. Lovecraft: Schatten aus der Zeit; tévéfilm; Peterson professzor
- 1976: Zsarolás egy svájci bankban (The Swiss Conspiracy); Franz Benninger
- 1976: Potato Fritz; Slade főhadnagy
- 1977: Vanessa; Kenneth Cooper őrnagy
- 1977: Les Indiens sont encore loin; német nyelvtanár
- 1977: Lidércnyomás (L’imprécateur); Mr Ronson
- 1977: Valentino; Long báró
- 1978: Mennyei leányzók (Zwei himmlische Töchter); tévé-minisorozat; Harry Hamilton
- 1978: Le mutant; tévésorozat; O’Brien
- 1979: Son of Hitler; Gernheim
- 1979: Flambards; tévésorozat; Mr. Dermot
- 1980: Az Öreg (Der Alte); tévésorozat; Leo Steglitz
- 1980: Sutjeska; tévésorozat; Aleksandar Lohr vezérezredes
- 1981: Menekülés a győzelembe (Victory); német főkommentátor
- 1982: Ein Winter auf Mallorca; tévéfilm; Fleury konzul
- 1983: Forrongó világ (The Winds of War); tévé-dokusorozat; Joachim von Ribbentrop
- 1983: Der Schnüffler; Henderson ezredes
- 1984: The Masks of Death; tévéfilm; Udo Von Felseck gróf
- 1985: Jane Horney; tévé-minisorozat; Wilhelm Canaris
- 1987: Operation Dead End; Lang professzor
- 1986: Wahnfried; Franz Liszt
- 1981–1987: Derrick; tévésorozat; több szerepben
- 1988: Anna; George Mamoulian
- 1988: Ki vagy, doki? (Doctor Who); tévésorozat; 3 epizód